# Thranius obliquefasciatus
Thranius obliquefasciatus es una especie de escarabajo longicornio del género Thranius, tribu Thraniini, subfamilia Cerambycinae. Fue descrita científicamente por Pu en 1992.

## Descripción
Mide 12,9-22,9 milímetros de longitud.

## Distribución
Se distribuye por China.